# Duun
Le duun, ou les langues duun, est un groupe de langues mandées mutuellement intelligibles : le bankagooma et le duungooma parlés au Mali, le dzuungoo parlé au Burkina Faso.